# Downs (Kansas)
|  | Dieser Artikel wurde aufgrund von inhaltlichen Mängeln auf der Qualitätssicherungsseite des Projektes USA eingetragen. Hilf mit, die Qualität dieses Artikels auf ein akzeptables Niveau zu bringen, und beteilige dich an der Diskussion! Eine nähere Beschreibung der zu behebenden Mängel fehlt. |

Downs ist eine US-amerikanische Ortschaft mit 800 Einwohnern (Stand: Volkszählung 2020) im Osborne County im US-Bundesstaat Kansas.